# Litsea velutina
Litsea velutina är en lagerväxtart som beskrevs av Adolph Daniel Edward Elmer. Litsea velutina ingår i släktet Litsea och familjen lagerväxter. Inga underarter finns listade i Catalogue of Life.